# August Ferdinand Bernhardi
Johann Christian August Ferdinand Bernhardi  (24. června 1769, Berlín – 1. června 1820, tamtéž) byl německý lingvista a romantický spisovatel.

## Život
Po studiu filosofie na Univerzitě v Halle se roku 1791 stal učitelem na gymnáziu ve Friedrichswerderu v Berlíně a roku 1808 se stal jeho ředitelem. Roku 1799 se oženil se Sophií Tieckovou, mladší sestrou básníka Ludwiga Tiecka, manželství se však roku 1805 rozpadlo.
Stal se proslulým svými jazykovědnými výzkumy, které měly značný vliv na slavné lingvisty Wilhelma von Humboldta a Franze Boppa. Roku 1815 se stal členem protestantské konzistoře a Akademické zkušební komise v Berlíně. Krátce před smrtí byl jmenován ředitelem gymnázia Friedricha Wilhelma.
Díky své manželce se dostal do romantických kruhů spojených s takovými lidmi, jako byli bratři Friedrich Schlegel a August Wilhelm Schlegel a další. To je jej podnítilo k psaní satirických prací o berlínské společnosti a literárním životě. Přispíval do literární časopisů Athenaeum a Europa a napsal také několik romantických příběhů a básní, z nichž nejznámější Der Löwe in Florenz (Lev ve Florencii).

## Dílo
- Vollständige lateinische Grammatik (1795–1797, Úplná latinská gramatika).
- Vollständige Griechische Grammatik für Schulen und Gymnasien (1797, Kompletní řecká gramatika pro školy a gymnázia).
- Bambocciaden (1797–1800), komické a satirické příběhy naopsané společně s Ludwigem Tieckem.
- Sprachlehre (1801–1803, Gramatika), dva díly.
- Anfangsgründe der Sprachwissenschaft (1805, Základy lingvistiky).
- Ansichten über die Organisation der gelehrten Schulen (1818, Názory na organizaci vědeckých škol).